# (37679) 1995 DH5
1995 DH5 (asteroide 37679) é um asteroide da cintura principal. Possui uma excentricidade de 0.11504540 e uma inclinação de 1.35833º.
Este asteroide foi descoberto no dia 22 de fevereiro de 1995 por Spacewatch em Kitt Peak.